# Torbern Bergman
Torbern Olof Bergman, född 9 mars 1735 i Låstads socken, Västergötland, död 9 juli 1784 i Medevi, var en svensk naturforskare och kemist. 

## Biografi

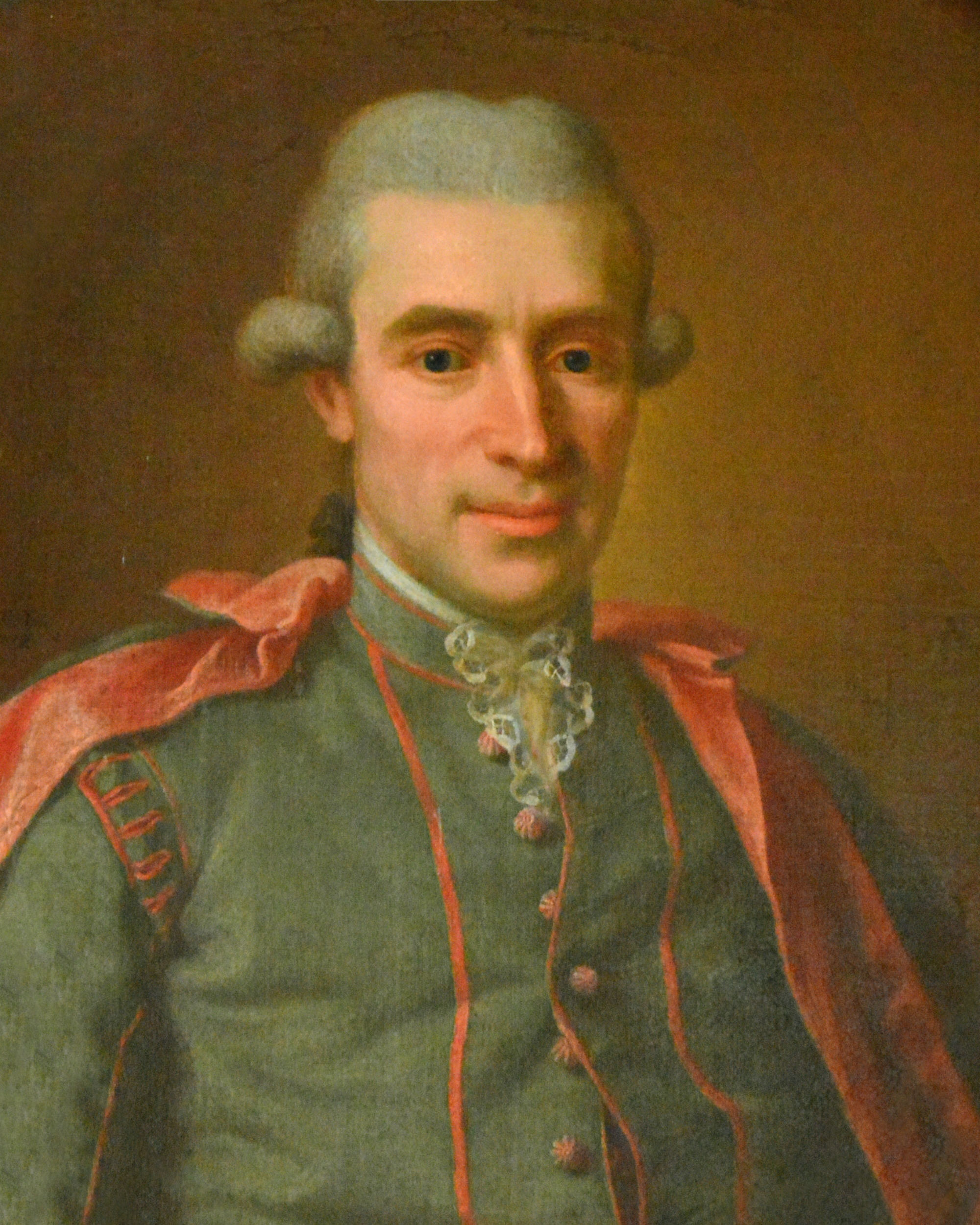
Bergman iklädd Nationella dräkten, avporträtterad av Ulrika Pasch.

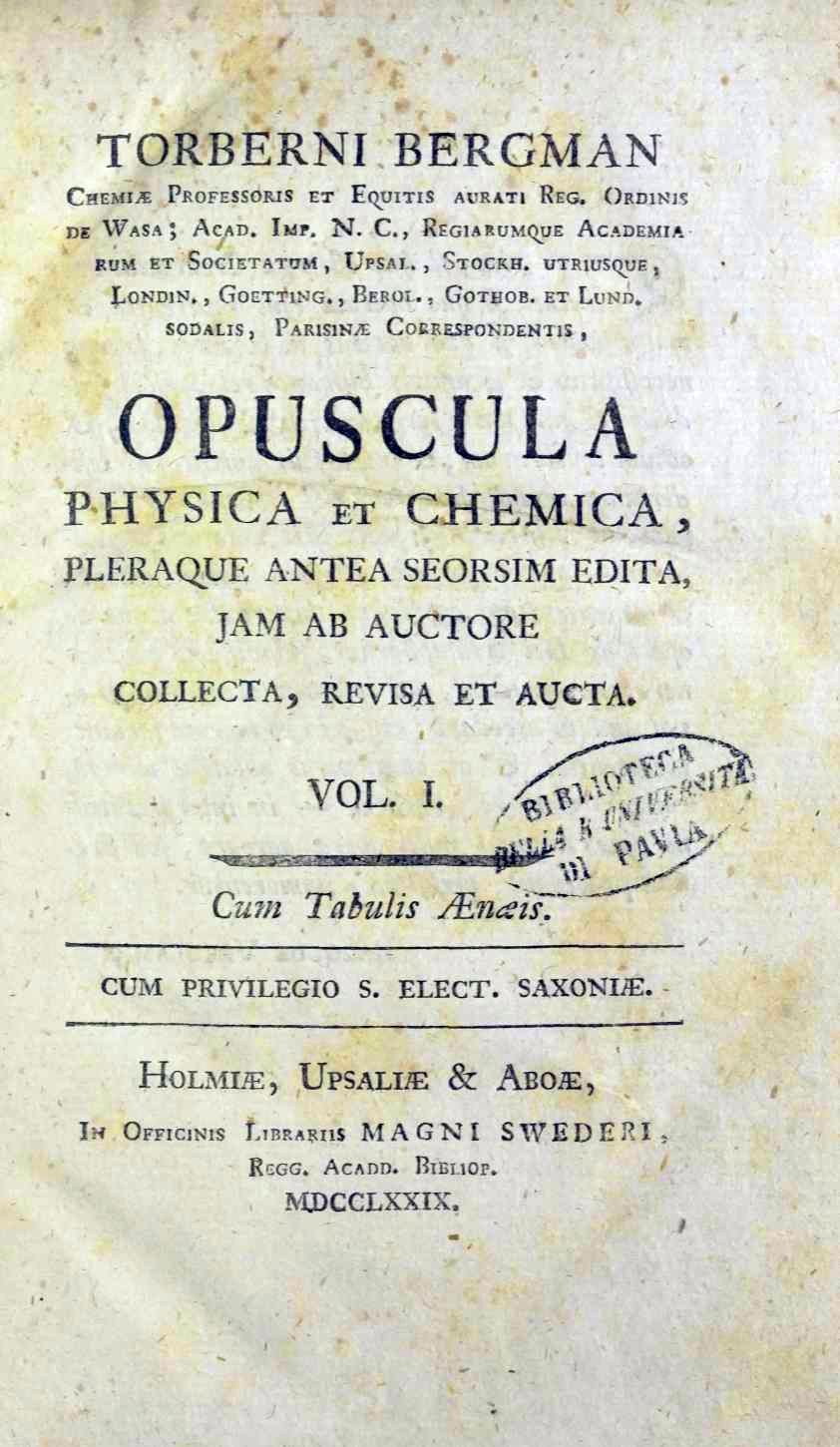
Opuscula physica et chemica, 1779

Torbern Olof Bergman var son till kronobefallningsmannen Barthold Bergman och Sara Hägg. Hans intresse för botanik väcktes genom hans lärare Sven Hof vid Skara gymnasium. Han studerade botanik, matematik och entomologi vid Uppsala universitet. Genom sina entomologiska insamlingar och iakttagelser stiftade han bekantskap med Carl von Linné, som gav honom sitt erkännande för en avhandling om iglar. Han prisbelöntes av Vetenskapsakademien för detta samt för en upptäckt av en metod att fånga frostfjärilarnas honor, som saknar vingar, då de på hösten kryper upp i fruktträdens kronor för att lägga ägg. Det gick ut på att remsor av näver sattes fast runt trädstammarna och beströks med tjära för att fånga insekterna.
Han disputerade även i astronomi, och grundade Kosmografiska sällskapet i Uppsala, genom vilken han utgav en fysisk världsbeskrivning, Physisk beskrifning öfver jordklotet, som översattes till flera språk. Detta verk var en av de första moderna geografiböckerna, som kom att influera Abraham Gottlob Werner, som ibland kallas "geologins fader". Bergman blev därefter docent i fysik, under det att han forskade i turmalinets elektriska egenskaper, samt om meteorologiska fenomen som norrsken, åska, regnbågen och kornblixtar. 1764 invaldes han i Vetenskapsakademien.
1767 blev han professor i kemi och farmakologi. I den egenskapen lät han rusta upp och med egna medel modernisera institutionen för kemi. Bland annat ritade han ett laboratorium som uppfördes. Bergman grundade den kvalitativa och kvantitativa kemiska analysen, och utarbetade sätt för att åtskilja substanser med våta vägen (genom lösningar), och förbättrade torra vägen (med värme). Som kemist fick han ett internationellt erkännande, och hade tagit tjänst hos Fredrik den store, om inte Gustav III ingripit personligen.
Bland hans övriga gärningar i kemin hör att han utvecklade affinitetsläran genom uppställandet av tabeller, och hans forskning om kolsyra. 1775 kom han på hur man skapar mineralvatten på konstgjord väg. Med sin Handbok i mineralogi blev han en föregångare till René Just Haüy, och han var den förste som skilde mellan organiska och oorganiska ämnen.
1772 blev han en av de första att bli utnämnd till riddare av Vasaorden. Prisbelönad två gånger av Vetenskapsakademien. Bergman levde emellertid i en tid vars idéer många gånger avfärdats senare. Han trodde på flogistonteorin, varför en del av hans forskning är inaktuell.
Han avled i förtid på grund av ett slaganfall, och begravdes vid Västra Ny kyrka. Ett porträtt i olja, utfört av Lorens Pasch d.y. förvaras vid Uppsala universitet, samt en gipsmedaljong av Johan Tobias Sergel vid Gripsholms slott.
1771 gifte han sig med Margareta Catharina Trast.
Förnamnet Torbern är en annan form av namnet Torbjörn, och sedan 1901 bär Torbern Bergmans födelsedag, den 9 mars, namnet Torbjörn till hans ära.